# Palacios de Compludo
Palacios de Compludo es una localidad del municipio de Ponferrada, situado en El Bierzo, en la provincia de León (España).

## Situación
Se accede desde Ponferrada a través de la LE-142 y antes de llegar a Acebo se toma un desvío para llegar al pueblo.

## Historia
Desde 1989, Palacios de Compludo acoge la sede de la Asociación de Estudios Ornitológicos de El Bierzo "Tyto Alba", que ha protagonizado la rehabilitación de la localidad y de su entorno natural mediante replantaciones, recuperación de sendas, estudios de flora y fauna y programas de formación.